# Ris-Orangis
Ris-Orangis è un comune francese di 27 535 abitanti situato nel dipartimento dell'Essonne nella regione dell'Île-de-France.

## Amministrazione

### Gemellaggi
- Salfit, dal 1998

## Società

### Evoluzione demografica
Abitanti censiti